# Єпурень (Васлуй)
Єпурень, Єпурені (рум. Epureni) — село у повіті Васлуй в Румунії. Входить до складу комуни Єпурень.
Село розташоване на відстані 246 км на північний схід від Бухареста, 45 км на південь від Васлуя, 104 км на південь від Ясс, 91 км на північ від Галаца.

## Населення
За даними перепису населення 2002 року у селі проживали 1070 осіб, усі — румуни. Усі жителі села рідною мовою назвали румунську.